# Mazafati

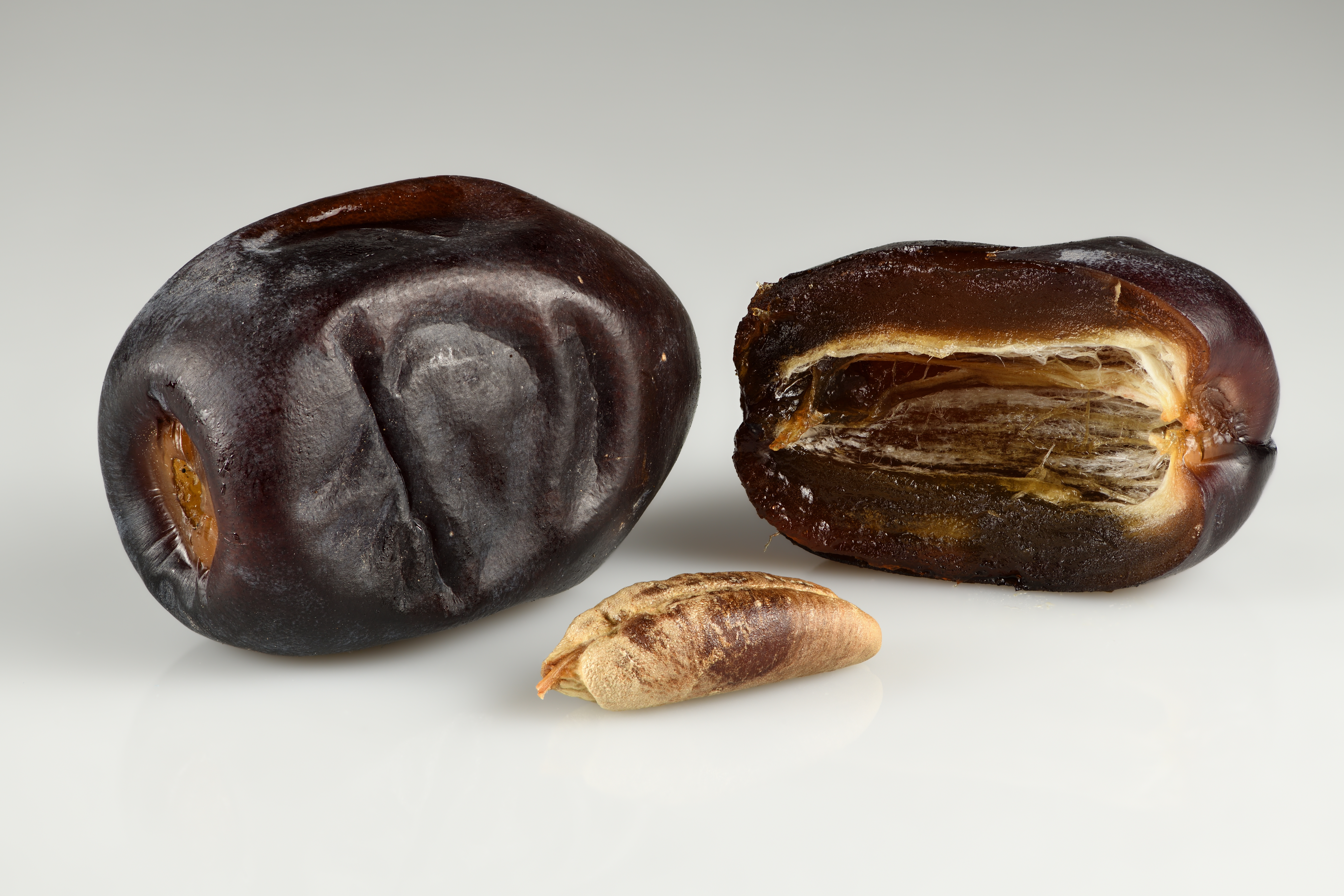
Les dattes Mazafati

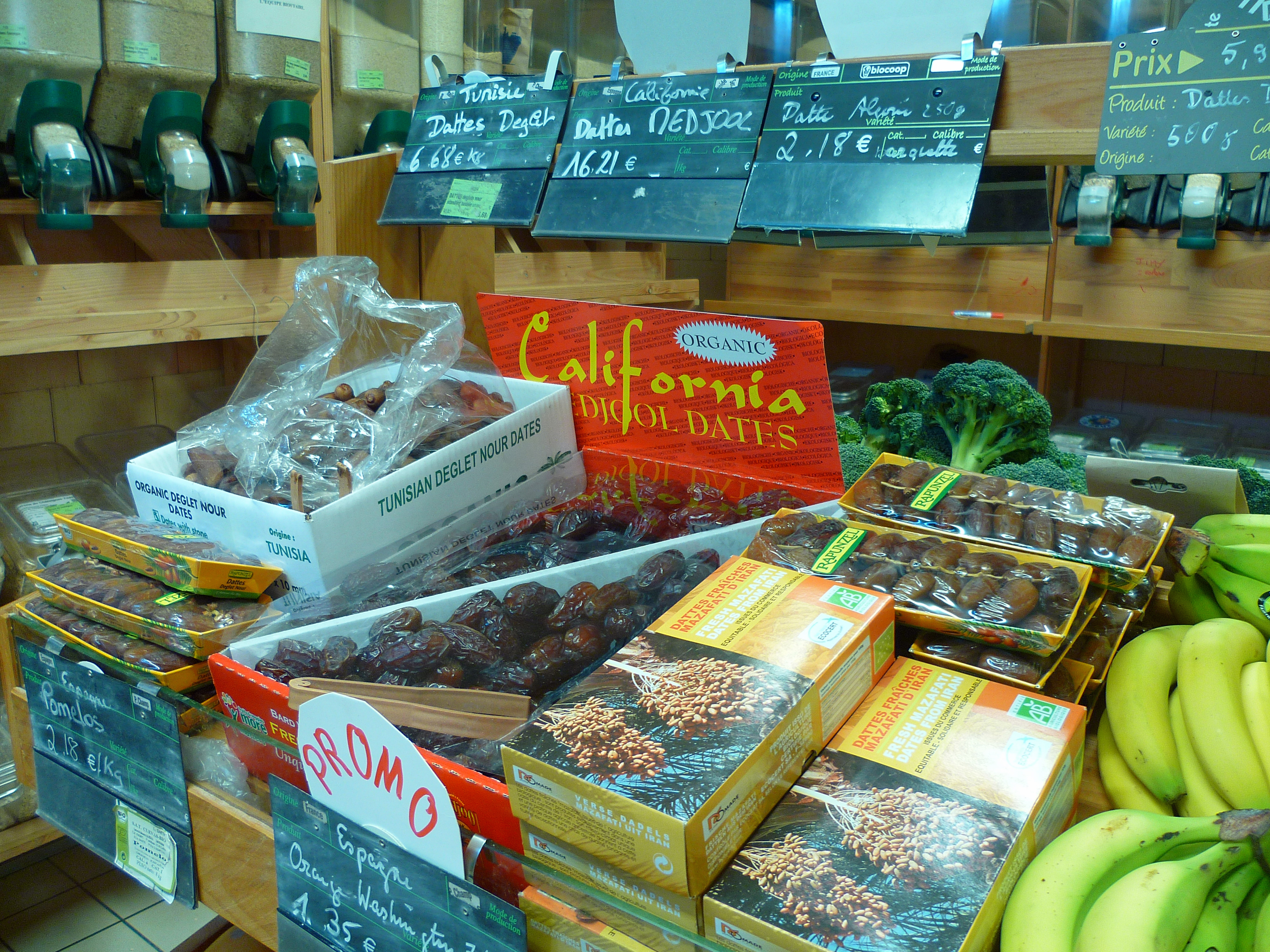
Des dattes mazafati fraîches (en bas à droite) à Saint-Girons dans l'Ariège.

La mazafati ou mozafati (du persan : مضافتی), /mozɒːfæˈtʰi/), également appelée datte de Bam, est une variété de datte. Elle provient du Sud de l'Iran, principalement de la Province de Kerman, dans la région des villes de Bam, Jiroft et Kahnuj (en), et du Sistan-et-Baloutchistan, autour des villes de Saravan (en), Nik Shahr (en), Haji Abad et Iran Shahr,. Cette datte est la variété la plus commune parmi les dattes prêtes à consommer.
Le dattier produit des dattes de couleur sombre, douces, charnues et sucrées, de taille intermédiaire (entre 2,5 et 4,5 cm),, avec une teneur en eau plutôt élevée (entre 30 et 35 %), dépendant de la période de cueillette et de la localisation du verger. La datte peut être consommée immédiatement, sans séchage. Elle peut être conservée longtemps, jusqu'à deux ans à −5 °C, jusqu'à un an entre 0 et 5 °C,. La  datte mazafati est cueillie, selon la région, entre août et octobre.
La région de Bam compte parmi les principales zones de production ; on y décompte 5 000 ha de palmeraie. La mazafati représente environ 20 % des exportations iraniennes de dattes. Ce sont environ 120 000 t de dattes mazafati qui sont récoltées chaque année. Les palmiers de la variété mazafati peuvent produire pendant une soixantaine d'années.

## Huile de noyaux de dattes mazafati
À partir des noyaux, une huile peut être produite. Le noyau représente entre 5,6 et 14,2 % du poids de la datte. Il contient entre 7,7 et 9,7 % d'huile, 7,17 à 9 % d'humidité, 1,83 à 5,3 % de protéines, 6,8 à 9,32 % de graisses, 65,5 % de glucides, 6,4 à 13,6 % de fibres et 0,89 à 1,57 % de résidus, ainsi que des stérols, de l'estrone et un polysaccharide alcali-soluble. Les acides gras contenus dans l'huile de noix de dattes mazafati sont pour 8 % de l'acide laurique, 4 % d'acide myristique, 25 % d'acide palmitique, 10 % d'acide stéarique, 45 % d'acide oléique et 10 % d'acide linoléique, ainsi que des traces d'acides caprylique et caprique,